# 黴菌

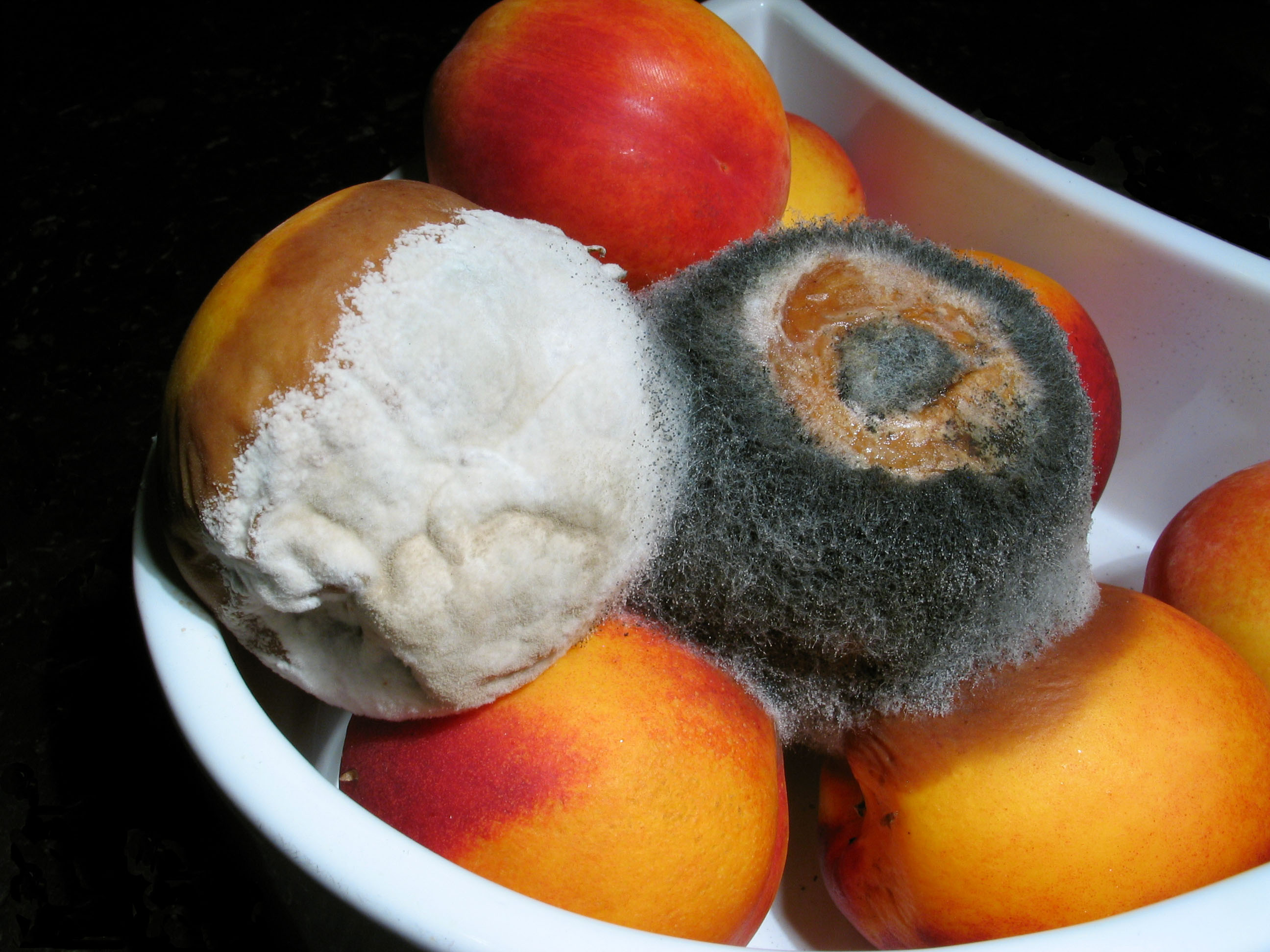
發霉的油桃

黴菌是非分類學名詞，是對菌絲體發達，而又不產生大型肉質子實體的絲狀真菌的俗稱。
黴菌的菌絲呈長管、分枝狀，無橫隔壁，具多個細胞核，並會聚成菌絲體。黴菌常用孢子的顏色來稱呼，如黑黴菌、紅黴菌或青黴菌。

## 繁殖
黴菌的繁殖包括無性生殖、有性生殖和特别方式。
行無性生殖時，由假根長出菌絲，匍匐菌絲向上分支為直立菌絲，頂端的孢子囊可產生孢子，孢子落在有機物上，便可萌發菌絲。
部分菌屬的子囊胞子具有高度抗熱性。有一群黴菌可形成分生孢子器，某些種類黴菌可由菌絲分段形成關節胞子。
行有性生殖時，正、負交配類型的匍匐菌絲互相靠近，彼此各長出短側枝，經接合成為合子。合子成熟萌發時，經減數分裂產生孢子囊，孢子囊破裂釋出孢子，再萌發為菌絲

## 應用

### 醫藥
人類所發現最早在第二次世界大戰期間所研發出的抗生素－即為盤尼西林，就是由青黴菌所製造。

### 食品加工
一些黴菌也被刻意培殖來用於食物的生產，例如：藍起司是歐洲人經由發酵後再加入青黴菌所製成的；醬油、豆瓣酱、豆豉和味噌等需要米麴菌發酵；紅糟、豆腐乳和紅露酒等則是由紅麴菌所發酵製造；發酵臭豆腐用的臭滷水中也含有多種菌種。